# Arnfast
Arnfast, Arfast ou Herfast (en vieux-norrois : Arnfastr) est un moine danois du XIIIe siècle qui fut soupçonné d'avoir assassiné le roi Christophe Ier de Danemark.
Abbé de l'abbaye de Ryd, dans le duché de Schleswig, il fut accusé d'avoir empoisonné le roi Christophe, quand celui-ci mourut subitement à Ribe en 1259 ; d'après une légende, Christophe fut empoisonné lors d'un repas que lui donna Arnfast. Selon d'autres sources, il fut intoxiqué par une hostie empoisonné que lui donna Arnfast. Ce dernier appartenait au parti de l'archevêque de Lund Jacob Erlandsen, qui était en conflit avec le roi Christophe.
L'année suivante, Arnfast fut nommé par Jacob Erlandsen évêque d'Aarhus mais il ne parvint jamais à s'installer car le chapitre avait élu Tyge (en), qui fut soutenu et consacré à Rome par le pape Alexandre IV,.